# کمال کامیابی‌نیا
کمال‌الدین کامیابی‌نیا (زادهٔ ۲۸ دی ۱۳۶۷) بازیکن فوتبال اهل ایران است که در پست هافبک دفاعی بازی می‌کند.
او سابقهٔ بازی برای مس کرمان، راه‌آهن، شهرداری تبریز، نفت تهران و پرسپولیس را دارد.

## زندگی شخصی
کمال کامیابی‌نیا در تاریخ ۲۸ دی ۱۳۶۷ در محله یافت‌آباد شهر تهران متولد شد. کمال ازدواج کرده و اکنون متأهل است. نام همسر وی خدیجه عسگری است. وی همچنین در تاریخ ۱۲ اسفند ۱۳۹۴ صاحب یک فرزند دختر به نام کمند شد.

## دوران باشگاهی
کامیابی‌نیا در سال ۱۳۸۸ پس از گذراندن دو فصل گذشته در مس کرمان به راه‌آهن پیوست.

### نفت تهران
کمال در سال ۱۳۹۲ به نفت تهران پیوست. در طی دو سال حضور در این باشگاه، در سال ۹۳ نفت تهران توانست مقام سوم لیگ برتر را کسب کند و همین جواز حضور نفت برای اولین بار در مسابقات لیگ قهرمانان آسیا بود و همچنین آنها در مسابقات جام حذفی فوتبال ایران ۹۴–۱۳۹۳ را با نایب قهرمانی به پایان رساندند.

### پرسپولیس

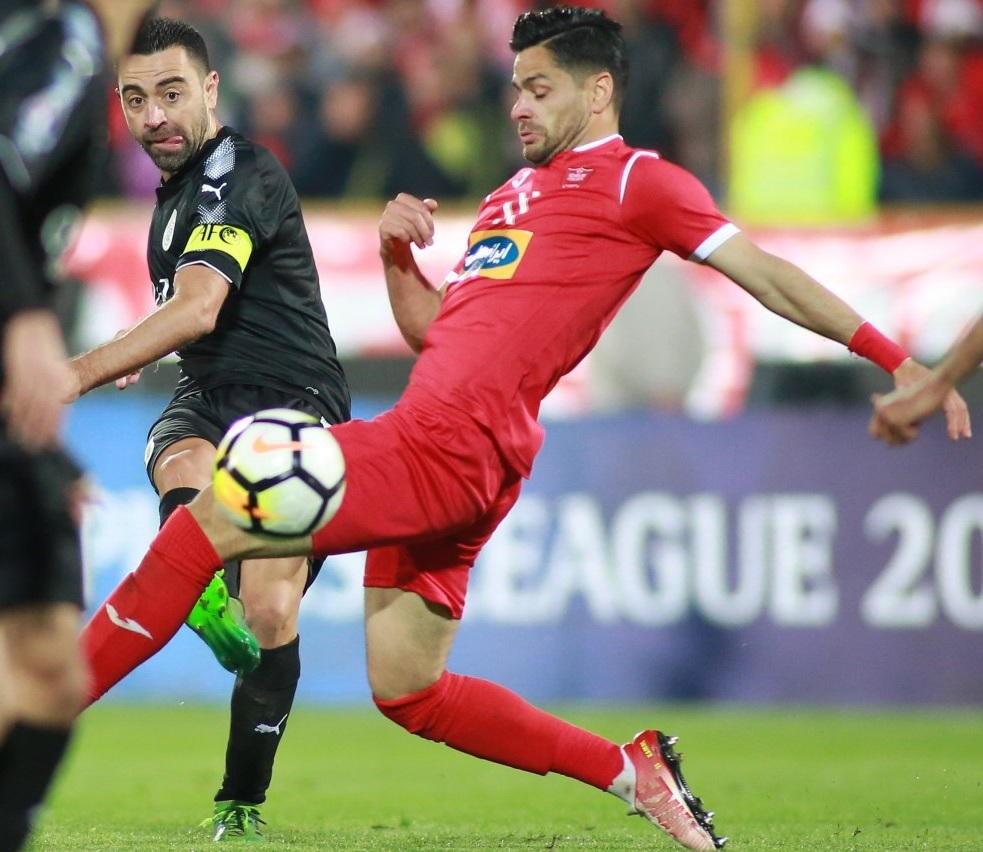
کمال کامیابی‌نیا در تقابل با ژاوی هرناندز در مسابقات لیگ قهرمانان آسیا ۲۰۱۸

پس از عملکرد خوب کمال در لیگ برتر و لیگ قهرمانان آسیا برای نفت تهران و دعوت به تیم ملی، وی نظر برانکو ایوانکوویچ سرمربی پرسپولیس را به خود جلب کرد، در تاریخ ۵ تیر ۱۳۹۴ کامیابی‌نیا با قراردادی دو ساله به پرسپولیس پیوست. او نخستین بازی خود را در برابر پدیده و اولین گل خود را برای این تیم در تاریخ ۱۳ بهمن ۱۳۹۴ در بازی که در نهایت با تساوی ۲–۲ در برابر سپاهان به پایان رسید را به ثمر رساند. در تاریخ ۲۱ فروردین ۱۳۹۵، کامیابی‌نیا گل برتری را در دقیقه ۹۴ برای پرسپولیس در پیروزی ۲–۱ در برابر ملوان به ثمر رساند.
کامیابی‌نیا نخستین گل پرسپولیس را در فصل ۹۶–۱۳۹۵ در تاریخ ۵ مرداد ۱۳۹۵ در پیروزی ۱–۰ در برابر سایپا به ثمر رساند.
وی در تاریخ ۷ تیر ۱۳۹۶ قرارداد خود را با پرسپولیس تمدید کرد. دو نایب قهرمانی و شش قهرمانی در لیگ برتر فوتبال ایران، دو قهرمانی جام حذفی، چهار قهرمانی در سوپر جام و دو نایب قهرمانی در لیگ قهرمانان آسیا افتخارات او با پرسپولیس هستند.
هیچ بازیکنی در تاریخ لیگ فوتبال ایران از دوران قبل تا امروز نتوانسته بود با پیراهن یک تیم شش بار قهرمان لیگ شود
در ۲۰ خرداد ۱۳۹۷ او قراردادش را به مدت سه فصل دیگر با تیم فوتبال پرسپولیس تمدید کرد.
در ۱۵ فروردین ۱۳۹۸، در چهارمین سال حضور کمال در پرسپولیس، وی در برابر پیکان صدمین بازی خود در رقابت‌های لیگ برتر را برای پرسپولیس انجام داد، این بازی با برد ۲–۰ پرسپولیس به پایان رسید.
او در ۱۴ تیر ۱۴۰۲ با اعلام رضا درویش مدیرعامل تیم فوتبال پرسپولیس رسماً از این تیم جدا شد.

### ذوب‌آهن
کامیابی‌نیا در ۱۹ تیر ۱۴۰۲ با قراردادی برای مدت دو فصل به تیم ذوب‌آهن اصفهان پیوست.

## دوران ملی

### تیم ملی فوتبال ایران

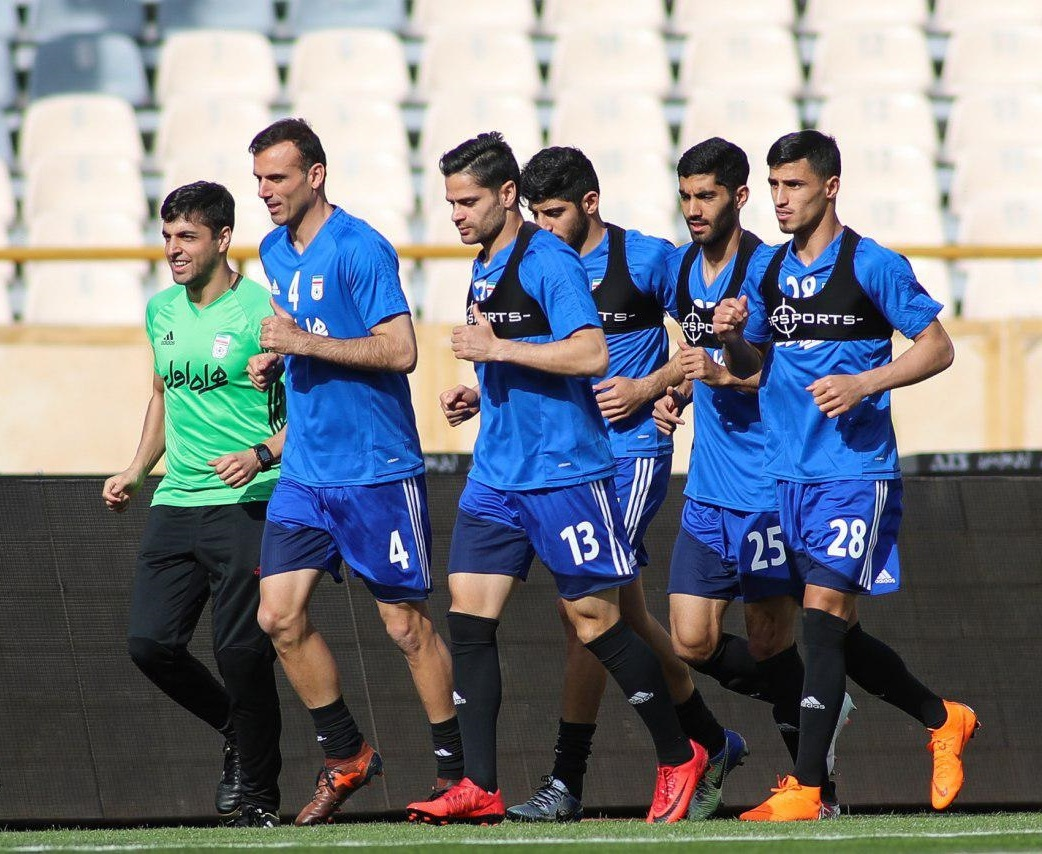
کامیابی‌نیا در تمرین تیم فوتبال ایران

او در تاریخ ۲۱ آبان ۱۳۹۴ اولین بازی ملی خود را در برابر ترکمنستان در مرحله مقدماتی جام جهانی فوتبال ۲۰۱۸ انجام داد. کامیابی‌نیا اولین گل ملی خود را در در اولین بازی فیکس ملی در پیروزی ۶–۰ در برابر گوآم به ثمر رساند.
کمال کامیابی‌نیا در مرحله مقدماتی جام جهانی فوتبال ۲۰۲۲ نیز برای تیم فوتبال ایران به میدان رفت.

## آمار

### باشگاهی
تا تاریخ ۱۳ دی ۱۴۰۲
| باشگاه        | دسته       | فصل        | لیگ  | لیگ | جام حذفی | جام حذفی | آسیا | آسیا | دیگر | دیگر | مجموع | مجموع |
| باشگاه        | دسته       | فصل        | بازی | گل  | بازی     | گل       | بازی | گل   | بازی | گل   | بازی  | گل    |
| ------------- | ---------- | ---------- | ---- | --- | -------- | -------- | ---- | ---- | ---- | ---- | ----- | ----- |
| مس کرمان      | لیگ برتر   | ۸۷–۱۳۸۶    | ۱۵   | ۲   | ۰        | ۰        | _    | _    | _    | _    | ۱۵    | ۲     |
| مس کرمان      | لیگ برتر   | ۸۸–۱۳۸۷    | ۴    | ۰   | ۰        | ۰        | _    | _    | _    | _    | ۴     | ۰     |
| مس کرمان      | مجموع      | مجموع      | ۱۹   | ۲   | ۰        | ۰        | _    | _    | _    | _    | ۱۹    | ۲     |
| راه‌آهن        | لیگ برتر   | ۸۹–۱۳۸۸    | ۲۹   | ۲   | ۱        | ۰        | _    | _    | _    | _    | ۳۰    | ۲     |
| راه‌آهن        | لیگ برتر   | ۹۰–۱۳۸۹    | ۲۳   | ۲   | ۱        | ۰        | _    | _    | _    | _    | ۲۴    | ۲     |
| راه‌آهن        | مجموع      | مجموع      | ۵۲   | ۴   | ۲        | ۰        | _    | _    | _    | _    | ۵۴    | ۴     |
| شهرداری تبریز | لیگ برتر   | ۹۱–۱۳۹۰    | ۲۷   | ۲   | ۳        | ۰        | _    | _    | _    | _    | ۳۰    | ۲     |
| شهرداری تبریز | دسته یک    | ۹۲–۱۳۹۱    | ۲۳   | ۷   | ۰        | ۰        | _    | _    | _    | _    | ۲۳    | ۷     |
| شهرداری تبریز | مجموع      | مجموع      | ۵۰   | ۹   | ۳        | ۰        | _    | _    | _    | _    | ۵۳    | ۹     |
| نفت تهران     | لیگ برتر   | ۹۳–۱۳۹۲    | ۲۷   | ۱   | ۲        | ۰        | _    | _    | _    | _    | ۲۹    | ۱     |
| نفت تهران     | لیگ برتر   | ۹۴–۱۳۹۳    | ۲۶   | ۳   | ۵        | ۰        | ۸    | ۰    | _    | _    | ۳۹    | ۳     |
| نفت تهران     | مجموع      | مجموع      | ۵۳   | ۴   | ۷        | ۰        | ۸    | ۰    | _    | _    | ۶۸    | ۴     |
| پرسپولیس      | لیگ برتر   | ۹۵–۱۳۹۴    | ۲۶   | ۲   | ۳        | ۰        | _    | _    | _    | _    | ۲۹    | ۲     |
| پرسپولیس      | لیگ برتر   | ۹۶–۱۳۹۵    | ۲۶   | ۵   | ۱        | ۰        | ۹    | ۰    | _    | _    | ۳۶    | ۵     |
| پرسپولیس      | لیگ برتر   | ۹۷–۱۳۹۶    | ۲۶   | ۵   | ۳        | ۰        | ۱۲   | ۱    | ۱    | ۰    | ۴۲    | ۶     |
| پرسپولیس      | لیگ برتر   | ۹۸–۱۳۹۷    | ۲۶   | ۴   | ۳        | ۰        | ۶    | ۰    | ۰    | ۰    | ۳۵    | ۴     |
| پرسپولیس      | لیگ برتر   | ۹۹–۱۳۹۸    | ۱۳   | ۰   | ۳        | ۰        | ۱    | ۰    | ۰    | ۰    | ۱۷    | ۰     |
| پرسپولیس      | لیگ برتر   | ۰۰–۱۳۹۹    | ۱۷   | ۱   | ۱        | ۱        | ۱۰   | ۲    | ۰    | ۰    | ۲۹    | ۴     |
| پرسپولیس      | لیگ برتر   | ۰۱–۱۴۰۰    | ۲۲   | ۳   | ۳        | ۰        | ۰    | ۰    | ۱    | ۰    | ۲۶    | ۳     |
| پرسپولیس      | لیگ برتر   | ۰۲–۱۴۰۱    | ۲۰   | ۰   | ۲        | ۰        | _    | _    | _    | _    | ۲۲    | ۰     |
| پرسپولیس      | مجموع      | مجموع      | ۱۷۶  | ۱۹  | ۱۹       | ۱        | ۳۸   | ۳    | ۲    | ۰    | ۲۳۶   | ۲۴    |
| ذوب‌آهن        | لیگ برتر   | ۰۳–۱۴۰۲    | ۱۰   | ۰   | ۰        | ۰        | _    | _    | _    | _    | ۱۰    | ۰     |
| ذوب‌آهن        | مجموع      | مجموع      | ۱۰   | ۰   | ۰        | ۰        | _    | _    | _    | _    | ۱۰    | ۰     |
| مجموع آمار    | مجموع آمار | مجموع آمار | ۳۶۰  | ۳۸  | ۳۱       | ۱        | ۴۶   | ۳    | ۲    | ۰    | ۴۳۹   | ۴۲    |

### بازی‌های ملی
تا تاریخ ۲۷ ژانویه ۲۰۲۲
| ایران | ایران | ایران |
| سال   | بازی  | گل    |
| ----- | ----- | ----- |
| ۲۰۱۵  | ۲     | ۱     |
| ۲۰۱۶  | ۲     | ۰     |
| ۲۰۱۸  | ۱     | ۰     |
| ۲۰۲۲  | ۱     | ۰     |
| مجموع | ۶     | ۱     |

### تفکیک گل‌های ملی
| شماره | تاریخ          | میزبان | بازی ملی | حریف | نتیجه | رقابت                  |
| ----- | -------------- | ------ | -------- | ---- | ----- | ---------------------- |
| ۱     | ۱۷ نوامبر ۲۰۱۵ | ددیدو  | ۲        | گوآم | ۶–۰   | مقدماتی جام جهانی ۲۰۱۸ |

## افتخارات

### باشگاهی

#### پرسپولیس
- لیگ برتر خلیج فارس

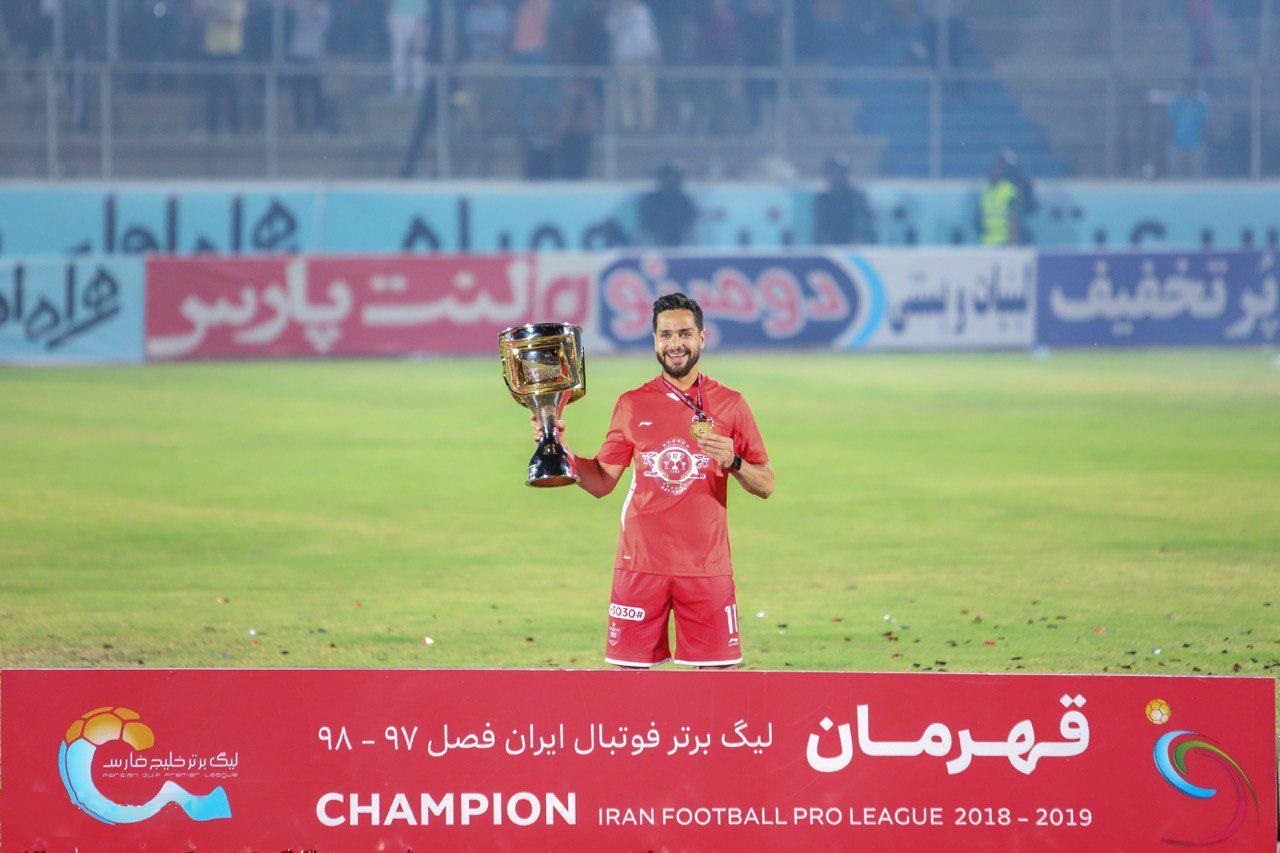
کمال کامیابی‌نیا در جشن قهرمانی پرسپولیس

  - قهرمان (۶): ۹۶–۱۳۹۵، ۱۳۹۷–۱۳۹۶، ۱۳۹۸–۱۳۹۷، ۱۳۹۹–۱۳۹۸، ۱۴۰۰–۱۳۹۹، ۰۲–۱۴۰۱
  - نایب‌قهرمان (۲): ۱۳۹۵–۱۳۹۴، ۱۴۰۱–۱۴۰۰
- جام حذفی ایران
  - قهرمان (۲): ۱۳۹۸–۱۳۹۷، ۱۴۰۲–۱۴۰۱
- سوپر جام ایران
  - قهرمان (۵): ۱۳۹۶، ۱۳۹۷، ۱۳۹۸، ۱۳۹۹، ۱۴۰۲
  - نایب‌قهرمان (۱): ۱۴۰۰
- لیگ قهرمانان آسیا
  - نایب‌قهرمان (۲): ۲۰۱۸، ۲۰۲۰